# Ramal ferroviario Saforcada-Santa Isabel
El Ramal Saforcada - Santa Isabel pertenece al Ferrocarril General San Martín, Argentina.

## Ubicación
Se halla en las provincias de Buenos Aires (a través de los partidos de Junín y General Arenales) y Santa Fe en el departamento General López.

## Características
Es un ramal secundario de la red del Ferrocarril General San Martín con una extensión de 103 km entre Saforcada y Santa Isabel.

## Historia
El ramal fue construido entre 1901 y 1902 por la empresa Ferrocarril Buenos Aires al Pacífico. En 1954, la línea fue empalmada con un ramal secundario del Ferrocarril General Bartolomé Mitre con comunicación hacia Rosario.